# یوریدوپنی‌سیلین

آزلوسیلین

پیپراسیلین

مزلوسیلین

یوریدوپنی‌سیلین (انگلیسی: Ureidopenicillin) گروهی از پنی سیلین ها هستند که علیه باکتری سودوموناس آئروژینوزا استفاده می شود و شامل آزلوسیلین، پیپراسیلین  و مزلوسیلین می باشد.